# Vòng loại Giải vô địch bóng đá nữ U-17 châu Âu 2016
Vòng loại Giải vô địch bóng đá nữ U-17 châu Âu 2016 diễn ra từ tháng 9 năm 2015 tới tháng 3 năm 2016 nhằm xác định bảy đội tuyển dự vòng chung kết cùng chủ nhà Belarus. Có 46 đội tuyển tham dự vòng loại.
Giải gồm hai giai đoạn.

## Vòng một
Các đội Pháp và Đức được đặc cách vào thẳng vòng hai. 44 đội còn lại được chia làm 11 bảng, thi đấu vòng tròn một lượt tại một quốc gia chủ nhà, chọn ra 22 đội (11 đội nhất, 11 đội nhì) lọt vào vòng hai.
Giờ thi đấu từ ngày 24 tháng 10 năm 2015 trở về trước là CEST (UTC+2), còn về sau là giờ CET (UTC+1).

#### Bảng 1
| VT | Đội              | ST | T | H | B | BT | BB | HS  | Đ | Giành quyền tham dự |
| -- | ---------------- | -- | - | - | - | -- | -- | --- | - | ------------------- |
| 1  | Cộng hòa Ireland | 3  | 3 | 0 | 0 | 13 | 0  | +13 | 9 | Vòng hai            |
| 2  | Ukraina          | 3  | 2 | 0 | 1 | 12 | 3  | +9  | 6 | Vòng hai            |
| 3  | Thổ Nhĩ Kỳ (H)   | 3  | 1 | 0 | 2 | 5  | 4  | +1  | 3 |                     |
| 4  | Andorra          | 3  | 0 | 0 | 3 | 0  | 23 | −23 | 0 |                     |

| Thổ Nhĩ Kỳ                                               | 5–0      | Andorra |
| -------------------------------------------------------- | -------- | ------- |
| Baysal 20' · Gören 35' · Sadıkoğlu 48', 68' · Azak 80+4' | Chi tiết |         |

| Cộng hòa Ireland                       | 3–0      | Ukraina |
| -------------------------------------- | -------- | ------- |
| Kelly 38' · Kavanagh 68' · Kiernan 75' | Chi tiết |         |

| Cộng hòa Ireland                                                                   | 7–0      | Andorra |
| ---------------------------------------------------------------------------------- | -------- | ------- |
| Kelly 23' · Payne 28', 76' · Homan 52' · Noonan 59' · Ruddy 65' · Reybet-Degat 77' | Chi tiết |         |

| Ukraina  | 1–0      | Thổ Nhĩ Kỳ |
| -------- | -------- | ---------- |
| Hryb 78' | Chi tiết |            |

| Thổ Nhĩ Kỳ | 0–3      | Cộng hòa Ireland                      |
| ---------- | -------- | ------------------------------------- |
|            | Chi tiết | Kiernan 6' · Kavanagh 35' · Kelly 69' |

| Andorra | 0–11     | Ukraina                                                                                      |
| ------- | -------- | -------------------------------------------------------------------------------------------- |
|         | Chi tiết | Kumeda 9', 68', 74' · Kunina 26', 39', 65' · Hryb 30', 43', 58' · Shurubura 61' · Postol 78' |

#### Bảng 2
| VT | Đội            | ST | T | H | B | BT | BB | HS | Đ | Giành quyền tham dự |
| -- | -------------- | -- | - | - | - | -- | -- | -- | - | ------------------- |
| 1  | Áo             | 3  | 3 | 0 | 0 | 6  | 0  | +6 | 9 | Vòng hai            |
| 2  | Scotland       | 3  | 1 | 1 | 1 | 4  | 3  | +1 | 4 | Vòng hai            |
| 3  | Latvia         | 3  | 0 | 2 | 1 | 1  | 2  | −1 | 2 |                     |
| 4  | Kazakhstan (H) | 3  | 0 | 1 | 2 | 1  | 7  | −6 | 1 |                     |

| Scotland | 0–0      | Latvia |
| -------- | -------- | ------ |
|          | Chi tiết |        |

| Áo                        | 2–0      | Kazakhstan |
| ------------------------- | -------- | ---------- |
| Scharnböck 13' · Kurz 20' | Chi tiết |            |

| Áo         | 1–0      | Latvia |
| ---------- | -------- | ------ |
| Pireci 43' | Chi tiết |        |

| Kazakhstan | 0–4      | Scotland                                   |
| ---------- | -------- | ------------------------------------------ |
|            | Chi tiết | McGregor 20' · Hay 38', 46' · McDonald 57' |

| Scotland | 0–3      | Áo                                 |
| -------- | -------- | ---------------------------------- |
|          | Chi tiết | Bachler 15', 65' · Wienroither 62' |

| Latvia      | 1–1      | Kazakhstan        |
| ----------- | -------- | ----------------- |
| Voitāne 66' | Chi tiết | Nizamutdinova 33' |

#### Bảng 3
| VT | Đội            | ST | T | H | B | BT | BB | HS  | Đ | Giành quyền tham dự |
| -- | -------------- | -- | - | - | - | -- | -- | --- | - | ------------------- |
| 1  | Tây Ban Nha    | 3  | 3 | 0 | 0 | 19 | 1  | +18 | 9 | Vòng hai            |
| 2  | Hy Lạp         | 3  | 2 | 0 | 1 | 9  | 6  | +3  | 6 | Vòng hai            |
| 3  | Bồ Đào Nha (H) | 3  | 1 | 0 | 2 | 2  | 5  | −3  | 3 |                     |
| 4  | Armenia        | 3  | 0 | 0 | 3 | 0  | 18 | −18 | 0 |                     |

| Tây Ban Nha | 9–0      | Armenia |
| --- | -------- | ------- |
| Navarro 7', 33', 75' · Velázquez 29' · Pujadas 44' · Monente 58' · Gutiérrez 78' · M. Simonyan 80+2' (l.n.) · Aleixandri 80+4' | Chi tiết |         |

| Hy Lạp      | 1–0      | Bồ Đào Nha |
| ----------- | -------- | ---------- |
| Gatsiou 45' | Chi tiết |            |

| Armenia | 0–8      | Hy Lạp                                                                                              |
| ------- | -------- | --------------------------------------------------------------------------------------------------- |
|         | Chi tiết | Antonyan 3' (l.n.) · Chatzinikolaou 40', 43' (ph.đ.), 50', 56' · Karapetsa 54' · Gatsiou 77', 80+1' |

| Tây Ban Nha                                               | 4–1      | Bồ Đào Nha |
| --------------------------------------------------------- | -------- | ---------- |
| Fernández 5' · Navarro 48' · Serrano 51' · Aleixandri 75' | Chi tiết | Faria 31'  |

| Hy Lạp | 0–6      | Tây Ban Nha                                                      |
| ------ | -------- | ---------------------------------------------------------------- |
|        | Chi tiết | Navarro 34', 53' · Monente 40' · Blanco 43', 50' · Na. Ramos 59' |

| Bồ Đào Nha     | 1–0      | Armenia |
| -------------- | -------- | ------- |
| Ferreira 40+2' | Chi tiết |         |

#### Bảng 4
| VT | Đội         | ST | T | H | B | BT | BB | HS  | Đ | Giành quyền tham dự |
| -- | ----------- | -- | - | - | - | -- | -- | --- | - | ------------------- |
| 1  | Anh         | 3  | 2 | 1 | 0 | 28 | 2  | +26 | 7 | Vòng hai            |
| 2  | Ba Lan      | 3  | 2 | 1 | 0 | 17 | 2  | +15 | 7 | Vòng hai            |
| 3  | Croatia     | 3  | 0 | 1 | 2 | 0  | 18 | −18 | 1 |                     |
| 4  | Estonia (H) | 3  | 0 | 1 | 2 | 0  | 23 | −23 | 1 |                     |

| Ba Lan                                                                                      | 10–0     | Estonia |
| ------------------------------------------------------------------------------------------- | -------- | ------- |
| Eckerle 6', 8', 50' · Ratajczyk 24' · Słowińska 27', 80+3' · Zawistowska 36', 40', 42', 45' | Chi tiết |         |

| Anh | 13–0     | Croatia |
| --- | -------- | ------- |
| Stanway 14', 17', 22', 34', 40+2' (ph.đ.) · Russo 26', 52', 59', 60', 75' · Cain 55' · Toone 68', 80+3' | Chi tiết |         |

| Ba Lan                                            | 5–0      | Croatia |
| ------------------------------------------------- | -------- | ------- |
| Eckerle 4', 20' · Zawistowska 24' · Grec 34', 65' | Chi tiết |         |

| Estonia | 0–13     | Anh |
| ------- | -------- | --- |
|         | Chi tiết | Russo 4', 15', 46' · Charles 9', 28' · Patten 21' · Stanway 31', 33' (ph.đ.) · Sibley 42' · Hinds 53' · Alexander 59' · Olding 61' · Wubben-Moy 80+2' |

| Anh                               | 2–2      | Ba Lan                              |
| --------------------------------- | -------- | ----------------------------------- |
| Charles 26' · Stanway 45' (ph.đ.) | Chi tiết | Zawadzka 69' (ph.đ.), 80+3' (ph.đ.) |

| Croatia | 0–0      | Estonia |
| ------- | -------- | ------- |
|         | Chi tiết |         |

#### Bảng 5
| VT | Đội                  | ST | T | H | B | BT | BB | HS  | Đ | Giành quyền tham dự |
| -- | -------------------- | -- | - | - | - | -- | -- | --- | - | ------------------- |
| 1  | Ý                    | 3  | 3 | 0 | 0 | 14 | 0  | +14 | 9 | Vòng hai            |
| 2  | Bắc Ireland          | 3  | 1 | 1 | 1 | 3  | 5  | −2  | 4 | Vòng hai            |
| 3  | Bosna và Hercegovina | 3  | 0 | 2 | 1 | 1  | 6  | −5  | 2 |                     |
| 4  | Bắc Macedonia (H)    | 3  | 0 | 1 | 2 | 1  | 8  | −7  | 1 |                     |

| Ý                                                | 5–0      | Bosna và Hercegovina |
| ------------------------------------------------ | -------- | -------------------- |
| Glionna 22', 49' · Caruso 35', 55' · Cantore 38' | Chi tiết |                      |

| Bắc Ireland                          | 3–0      | Bắc Macedonia |
| ------------------------------------ | -------- | ------------- |
| McMaster 33' · Orr 58' · Beggs 80+2' | Chi tiết |               |

| Ý                                                          | 4–0      | Bắc Macedonia |
| ---------------------------------------------------------- | -------- | ------------- |
| Cantore 6' · Labate 18' · Greggi 71' (ph.đ.) · Glionna 75' | Chi tiết |               |

| Bosna và Hercegovina | 0–0      | Bắc Ireland |
| -------------------- | -------- | ----------- |
|                      | Chi tiết |             |

| Bắc Ireland | 0–5      | Ý                                                       |
| ----------- | -------- | ------------------------------------------------------- |
|             | Chi tiết | Cantore 25', 76' · Caruso 47' · Glionna 51' · Merlo 68' |

| Bắc Macedonia    | 1–1      | Bosna và Hercegovina |
| ---------------- | -------- | -------------------- |
| Tejić 50' (l.n.) | Chi tiết | Mehmedović 40+1'     |

#### Bảng 6
| VT | Đội          | ST | T | H | B | BT | BB | HS  | Đ | Giành quyền tham dự |
| -- | ------------ | -- | - | - | - | -- | -- | --- | - | ------------------- |
| 1  | Bỉ (H)       | 3  | 3 | 0 | 0 | 20 | 2  | +18 | 9 | Vòng hai            |
| 2  | Cộng hòa Séc | 3  | 2 | 0 | 1 | 19 | 5  | +14 | 6 | Vòng hai            |
| 3  | Azerbaijan   | 3  | 1 | 0 | 2 | 6  | 5  | +1  | 3 |                     |
| 4  | Gruzia       | 3  | 0 | 0 | 3 | 0  | 33 | −33 | 0 |                     |

| Cộng hòa Séc                                     | 4–1      | Azerbaijan     |
| ------------------------------------------------ | -------- | -------------- |
| K. Dubcová 11', 57' · Khýrová 15' · Příkaská 72' | Chi tiết | M. Ozdemir 32' |

| Bỉ | 15–0     | Gruzia |
| --- | -------- | ------ |
| Vanmechelen 3', 21', 26' (ph.đ.), 44' · Kerckhofs 5' · Minnaert 15', 22' · Asselberghs 23' · Duijsters 29', 36' · Wijnants 34' · Vierendeels 40+1' · Maris 42' · Abdulai Toloba 65' (ph.đ.) · Baccarne 80+3' (ph.đ.) | Chi tiết |        |

| Gruzia | 0–13     | Cộng hòa Séc |
| ------ | -------- | --- |
|        | Chi tiết | Pavlasová 6' · Š. Krištofová 8', 44', 80+3' · M. Dubcová 10', 51' (ph.đ.), 78' · Kodadová 17' (ph.đ.) · Dudová 21' · Čiperová 27', 62' (ph.đ.) · Siváková 35' (ph.đ.) · Klímová 61' |

| Bỉ           | 1–0      | Azerbaijan |
| ------------ | -------- | ---------- |
| Minnaert 78' | Chi tiết |            |

| Cộng hòa Séc              | 2–4      | Bỉ                                         |
| ------------------------- | -------- | ------------------------------------------ |
| Radová 56' · Stašková 60' | Chi tiết | Vanmechelen 35', 74' · Minnaert 77', 80+1' |

| Azerbaijan                                               | 5–0      | Gruzia |
| -------------------------------------------------------- | -------- | ------ |
| M. Ozdemir 4', 30', 80+1' · Uygun 8' · Mammadaliyeva 49' | Chi tiết |        |

#### Bảng 7
| VT | Đội         | ST | T | H | B | BT | BB | HS  | Đ | Giành quyền tham dự |
| -- | ----------- | -- | - | - | - | -- | -- | --- | - | ------------------- |
| 1  | Đan Mạch    | 3  | 3 | 0 | 0 | 9  | 0  | +9  | 9 | Vòng hai            |
| 2  | Hungary (H) | 3  | 2 | 0 | 1 | 5  | 2  | +3  | 6 | Vòng hai            |
| 3  | Wales       | 3  | 1 | 0 | 2 | 5  | 5  | 0   | 3 |                     |
| 4  | Israel      | 3  | 0 | 0 | 3 | 0  | 12 | −12 | 0 |                     |

| Đan Mạch                                                          | 5–0      | Israel |
| ----------------------------------------------------------------- | -------- | ------ |
| Holt Andersen 13' · Gejl 27', 44' (ph.đ.) · Svava 55' · Ibsen 79' | Chi tiết |        |

| Hungary       | 2–1      | Wales       |
| ------------- | -------- | ----------- |
| Oláh 21', 51' | Chi tiết | Chivers 56' |

| Đan Mạch                           | 3–0      | Wales |
| ---------------------------------- | -------- | ----- |
| Andersen 43', 80+2' · Petersen 64' | Chi tiết |       |

| Israel | 0–3      | Hungary                             |
| ------ | -------- | ----------------------------------- |
|        | Chi tiết | Csigi 10' · Vári 49' · Pulins 80+3' |

| Hungary | 0–1      | Đan Mạch |
| ------- | -------- | -------- |
|         | Chi tiết | Gejl 15' |

| Wales                                                  | 4–0      | Israel |
| ------------------------------------------------------ | -------- | ------ |
| Lancaster 22' · Woodham 27' · Morgan 35' · Chivers 39' | Chi tiết |        |

#### Bảng 8
| VT | Đội         | ST | T | H | B | BT | BB | HS  | Đ | Giành quyền tham dự |
| -- | ----------- | -- | - | - | - | -- | -- | --- | - | ------------------- |
| 1  | Thụy Điển   | 3  | 3 | 0 | 0 | 18 | 1  | +17 | 9 | Vòng hai            |
| 2  | Nga         | 3  | 2 | 0 | 1 | 7  | 2  | +5  | 6 | Vòng hai            |
| 3  | Slovakia    | 3  | 1 | 0 | 2 | 6  | 6  | 0   | 3 |                     |
| 4  | România (H) | 3  | 0 | 0 | 3 | 0  | 22 | −22 | 0 |                     |

| Thụy Điển                                | 3–1      | Slovakia    |
| ---------------------------------------- | -------- | ----------- |
| Nilsson 32' · Ovenberger 51' · Lilja 77' | Chi tiết | Jančová 78' |

| Nga                                  | 4–0      | România |
| ------------------------------------ | -------- | ------- |
| Guseva 49', 62', 69' · Maksimova 75' | Chi tiết |         |

| Slovakia | 0–3      | Nga                                                |
| -------- | -------- | -------------------------------------------------- |
|          | Chi tiết | A. Dronova 11' (ph.đ.) · Guseva 29' · Zarubina 50' |

| Thụy Điển | 13–0     | România |
| --- | -------- | ------- |
| Hed 8', 27' · Ovenberger 20', 42' · Lilja 21' · Mateș 31' (l.n.) · Kullashi 46', 55', 69', 78' · Öman 62' · Abrahamsson 67' · Sandström 80+1' | Chi tiết |         |

| Nga | 0–2      | Thụy Điển         |
| --- | -------- | ----------------- |
|     | Chi tiết | Kullashi 20', 75' |

| România | 0–5      | Slovakia                                              |
| ------- | -------- | ----------------------------------------------------- |
|         | Chi tiết | Bogorová 13', 42' · Mikolajová 46', 49' · Vagaská 65' |

#### Bảng 9
| VT | Đội        | ST | T | H | B | BT | BB | HS  | Đ | Giành quyền tham dự |
| -- | ---------- | -- | - | - | - | -- | -- | --- | - | ------------------- |
| 1  | Thụy Sĩ    | 3  | 2 | 0 | 1 | 9  | 2  | +7  | 6 | Vòng hai            |
| 2  | Serbia (H) | 3  | 2 | 0 | 1 | 8  | 4  | +4  | 6 | Vòng hai            |
| 3  | Slovenia   | 3  | 2 | 0 | 1 | 3  | 4  | −1  | 6 |                     |
| 4  | Litva      | 3  | 0 | 0 | 3 | 3  | 13 | −10 | 0 |                     |

1. 1 2 3  Xếp hạng theo thành tích đối đầu (Thụy Sĩ: 3 đ, +2; Serbia: 3 đ, 0 GD; Slovenia: 3 đ, −2).

| Thụy Sĩ                                                         | 6–1      | Litva            |
| --------------------------------------------------------------- | -------- | ---------------- |
| Arfaoui 27', 30' · Reuteler 38', 59' · Lehmann 60' · Haller 74' | Chi tiết | Vaitukaitytė 39' |

| Serbia                       | 3–0      | Slovenia |
| ---------------------------- | -------- | -------- |
| Poljak 49' (ph.đ.), 53', 57' | Chi tiết |          |

| Thụy Sĩ | 0–1      | Slovenia     |
| ------- | -------- | ------------ |
|         | Chi tiết | Pintarič 66' |

| Litva           | 1–5      | Serbia                                                      |
| --------------- | -------- | ----------------------------------------------------------- |
| Gedgaudaitė 11' | Chi tiết | Trbojević 10' · Baka 16', 35' · Poljak 40+1' · Knežević 75' |

| Serbia | 0–3      | Thụy Sĩ                                 |
| ------ | -------- | --------------------------------------- |
|        | Chi tiết | Schegg 20' · Haller 69' · Lehmann 80+3' |

| Slovenia                 | 2–1      | Litva            |
| ------------------------ | -------- | ---------------- |
| Šiftar 25' · Makovec 70' | Chi tiết | Vaitukaitytė 21' |

#### Bảng 10
| VT | Đội          | ST | T | H | B | BT | BB | HS  | Đ | Giành quyền tham dự |
| -- | ------------ | -- | - | - | - | -- | -- | --- | - | ------------------- |
| 1  | Na Uy        | 3  | 2 | 1 | 0 | 23 | 1  | +22 | 7 | Vòng hai            |
| 2  | Hà Lan       | 3  | 2 | 1 | 0 | 15 | 1  | +14 | 7 | Vòng hai            |
| 3  | Bulgaria (H) | 3  | 1 | 0 | 2 | 4  | 14 | −10 | 3 |                     |
| 4  | Moldova      | 3  | 0 | 0 | 3 | 0  | 26 | −26 | 0 |                     |

| Na Uy | 14–0     | Moldova |
| --- | -------- | ------- |
| Norheim 9' (ph.đ.), 25', 30', 40+1' · Huseby 13' · Nautnes 15', 37' · Linberg 39', 47', 60', 68' · Stenevik 51' · Ruud 79' · Haug 80+2' | Chi tiết |         |

| Hà Lan                                                                             | 6–0      | Bulgaria |
| ---------------------------------------------------------------------------------- | -------- | -------- |
| Jansen 2', 71' · Olislagers 14' · Van Weerden 40' · Van de Ven 62' · Asbroek 80+3' | Chi tiết |          |

| Na Uy                                                                               | 8–0      | Bulgaria |
| ----------------------------------------------------------------------------------- | -------- | -------- |
| Norheim 19', 26', 67' · Ruud 24' · Closs 31' · Linberg 37' · Giske 46' · Maanum 54' | Chi tiết |          |

| Moldova | 0–8      | Hà Lan                                                                          |
| ------- | -------- | ------------------------------------------------------------------------------- |
|         | Chi tiết | Van Deursen 2', 6', 72' · Asbroek 13', 76', 79' · Lohin 17' (l.n.) · Sabajo 22' |

| Hà Lan     | 1–1      | Na Uy    |
| ---------- | -------- | -------- |
| Nouwen 76' | Chi tiết | Haug 14' |

| Bulgaria                                 | 4–0      | Moldova |
| ---------------------------------------- | -------- | ------- |
| Aleksandrova 40', 57', 60' · Petkova 48' | Chi tiết |         |

#### Bảng 11
| VT | Đội            | ST | T | H | B | BT | BB | HS  | Đ | Giành quyền tham dự |
| -- | -------------- | -- | - | - | - | -- | -- | --- | - | ------------------- |
| 1  | Phần Lan       | 3  | 3 | 0 | 0 | 18 | 0  | +18 | 9 | Vòng hai            |
| 2  | Iceland        | 3  | 2 | 0 | 1 | 11 | 2  | +9  | 6 | Vòng hai            |
| 3  | Montenegro (H) | 3  | 1 | 0 | 2 | 3  | 9  | −6  | 3 |                     |
| 4  | Quần đảo Faroe | 3  | 0 | 0 | 3 | 1  | 22 | −21 | 0 |                     |

| Iceland                                           | 3–0      | Montenegro |
| ------------------------------------------------- | -------- | ---------- |
| Daníelsdóttir 67' · Eiríksdóttir 68' · Haralz 69' | Chi tiết |            |

| Phần Lan | 11–0     | Quần đảo Faroe |
| --- | -------- | -------------- |
| Sjöholm 2', 4', 33' · Rantala 15', 20', 44' · Tulkki 31' (ph.đ.), 40+2' · Olmala 59' · Peuhkurinen 67' · Lappalainen 71' | Chi tiết |                |

| Iceland                                                                                                 | 8–0      | Quần đảo Faroe |
| --- | -------- | -------------- |
| Daníelsdóttir 5' · Jóhannsdóttir 16' · Haralz 30', 31', 47', 76' · Albertsdottir 37' · Rúnarsdóttir 69' | Chi tiết |                |

| Montenegro | 0–5      | Phần Lan                                               |
| ---------- | -------- | ------------------------------------------------------ |
|            | Chi tiết | Rantala 40+2', 74', 80+2' · Tulkki 63' · Sjöholm 80+4' |

| Phần Lan                 | 2–0      | Iceland |
| ------------------------ | -------- | ------- |
| Rantala 22' · Tulkki 46' | Chi tiết |         |

| Quần đảo Faroe | 1–3      | Montenegro                              |
| -------------- | -------- | --------------------------------------- |
| Hansen 80+5'   | Chi tiết | Šaranović 10', 55' (ph.đ.) · Vraneš 46' |

## Vòng hai
Hai mươi tư đội được chia thành sáu bảng, chọn ra bảy đội (6 đội nhất và đội nhì xuất sắc nhất) lọt vào vòng chung kết.
Thời gian thi đấu từ ngày 26 tháng 3 năm 2016 trở về trước là CET (UTC+1), trở về sau là CEST (UTC+2).

#### Bảng 1
| VT | Đội     | ST | T | H | B | BT | BB | HS  | Đ | Giành quyền tham dự |
| -- | ------- | -- | - | - | - | -- | -- | --- | - | ------------------- |
| 1  | Đức     | 3  | 3 | 0 | 0 | 9  | 1  | +8  | 9 | Vòng chung kết      |
| 2  | Áo (H)  | 3  | 1 | 1 | 1 | 8  | 7  | +1  | 4 |                     |
| 3  | Thụy Sĩ | 3  | 1 | 1 | 1 | 7  | 6  | +1  | 4 |                     |
| 4  | Nga     | 3  | 0 | 0 | 3 | 1  | 11 | −10 | 0 |                     |

| Đức                    | 2–0      | Thụy Sĩ |
| ---------------------- | -------- | ------- |
| Minge 25' · Müller 65' | Chi tiết |         |

| Áo                                                         | 4–0      | Nga |
| ---------------------------------------------------------- | -------- | --- |
| Krumböck 23' · Pireci 39' · Scharnböck 59' · Bachler 80+1' | Chi tiết |     |

| Đức                                          | 3–0      | Nga |
| -------------------------------------------- | -------- | --- |
| Pawollek 18' · Gwinn 57' · Minge 65' (ph.đ.) | Chi tiết |     |

| Thụy Sĩ                                 | 3–3      | Áo                                    |
| --------------------------------------- | -------- | ------------------------------------- |
| Reuteler 28' · Marti 31' · Schegg 80+4' | Chi tiết | Pireci 13' · Krumböck 24' · Klein 43' |

| Áo          | 1–4      | Đức                               |
| ----------- | -------- | --------------------------------- |
| Klein 80+1' | Chi tiết | Stolze 55', 67', 69' · Linder 56' |

| Nga       | 1–4      | Thụy Sĩ                                              |
| --------- | -------- | ---------------------------------------------------- |
| Ruzina 7' | Chi tiết | Schegg 9' (ph.đ.), 23' · Reuteler 16' · Schuling 36' |

#### Bảng 2
| VT | Đội             | ST | T | H | B | BT | BB | HS  | Đ | Giành quyền tham dự |
| -- | --------------- | -- | - | - | - | -- | -- | --- | - | ------------------- |
| 1  | Tây Ban Nha     | 3  | 3 | 0 | 0 | 11 | 0  | +11 | 9 | Vòng chung kết      |
| 2  | Đan Mạch        | 3  | 2 | 0 | 1 | 11 | 2  | +9  | 6 |                     |
| 3  | Bắc Ireland (H) | 3  | 0 | 1 | 2 | 0  | 9  | −9  | 1 |                     |
| 4  | Ukraina         | 3  | 0 | 1 | 2 | 0  | 11 | −11 | 1 |                     |

| Đan Mạch                                         | 4–0      | Bắc Ireland |
| ------------------------------------------------ | -------- | ----------- |
| Nielsen 3' · K. Holmgaard 60', 79' · Karlsen 64' | Chi tiết |             |

| Tây Ban Nha                                            | 4–0      | Ukraina |
| ------------------------------------------------------ | -------- | ------- |
| Navarro 32' · Fernández 45' · Monente 51' · Batlle 70' | Chi tiết |         |

| Ukraina | 0–7      | Đan Mạch                                                                                           |
| ------- | -------- | -------------------------------------------------------------------------------------------------- |
|         | Chi tiết | Nielsen 5', 43' · S. Holmgaard 29', 77' · Kjærsig Sunesen 48' · Larsen 54' (ph.đ.) · Schreiber 80' |

| Tây Ban Nha                                            | 5–0      | Bắc Ireland |
| ------------------------------------------------------ | -------- | ----------- |
| Eizaguirre 11', 14' · Gutiérrez 26' · Navarro 41', 72' | Chi tiết |             |

| Đan Mạch | 0–2      | Tây Ban Nha              |
| -------- | -------- | ------------------------ |
|          | Chi tiết | Andújar 15' · Blanco 35' |

| Bắc Ireland | 0–0      | Ukraina |
| ----------- | -------- | ------- |
|             | Chi tiết |         |

#### Bảng 3
| VT | Đội              | ST | T | H | B | BT | BB | HS | Đ | Giành quyền tham dự |
| -- | ---------------- | -- | - | - | - | -- | -- | -- | - | ------------------- |
| 1  | Cộng hòa Séc     | 3  | 2 | 1 | 0 | 4  | 1  | +3 | 7 | Vòng chung kết      |
| 2  | Cộng hòa Ireland | 3  | 2 | 0 | 1 | 3  | 2  | +1 | 6 |                     |
| 3  | Pháp (H)         | 3  | 1 | 1 | 1 | 3  | 2  | +1 | 4 |                     |
| 4  | Hungary          | 3  | 0 | 0 | 3 | 1  | 6  | −5 | 0 |                     |

| Pháp        | 1–1      | Cộng hòa Séc |
| ----------- | -------- | ------------ |
| Rebours 22' | Chi tiết | Vojtková 49' |

| Cộng hòa Ireland       | 2–1      | Hungary     |
| ---------------------- | -------- | ----------- |
| Noonan 56' · Kelly 80' | Chi tiết | Vachter 26' |

| Pháp                                  | 2–0      | Hungary |
| ------------------------------------- | -------- | ------- |
| Boussaha 20' (ph.đ.) · Cochelin 80+3' | Chi tiết |         |

| Cộng hòa Séc | 1–0      | Cộng hòa Ireland |
| ------------ | -------- | ---------------- |
| Šlajsová 80' | Chi tiết |                  |

| Cộng hòa Ireland | 1–0      | Pháp |
| ---------------- | -------- | ---- |
| Kiernan 21'      | Chi tiết |      |

| Hungary | 0–2      | Cộng hòa Séc               |
| ------- | -------- | -------------------------- |
|         | Chi tiết | Klímová 34' · Stašková 54' |

#### Bảng 4
| VT | Đội      | ST | T | H | B | BT | BB | HS | Đ | Giành quyền tham dự |
| -- | -------- | -- | - | - | - | -- | -- | -- | - | ------------------- |
| 1  | Ý (H)    | 3  | 2 | 1 | 0 | 8  | 3  | +5 | 7 | Vòng chung kết      |
| 2  | Hà Lan   | 3  | 2 | 0 | 1 | 4  | 2  | +2 | 6 |                     |
| 3  | Phần Lan | 3  | 1 | 1 | 1 | 3  | 4  | −1 | 4 |                     |
| 4  | Hy Lạp   | 3  | 0 | 0 | 3 | 1  | 7  | −6 | 0 |                     |

| Phần Lan | 0–2      | Hà Lan                        |
| -------- | -------- | ----------------------------- |
|          | Chi tiết | Van Dooren 2' · Doejaaren 19' |

| Ý                                             | 4–1      | Hy Lạp             |
| --------------------------------------------- | -------- | ------------------ |
| Glionna 8', 20' · Cantore 18' · Regazzoli 43' | Chi tiết | Chatzinikolaou 54' |

| Phần Lan           | 1–0      | Hy Lạp |
| ------------------ | -------- | ------ |
| Tulkki 70' (ph.đ.) | Chi tiết |        |

| Hà Lan | 0–2      | Ý                         |
| ------ | -------- | ------------------------- |
|        | Chi tiết | Caruso 2' · Regazzoli 76' |

| Ý                        | 2–2      | Phần Lan                  |
| ------------------------ | -------- | ------------------------- |
| Caruso 36' · Cantore 62' | Chi tiết | Rantala 15' · Sjöholm 52' |

| Hy Lạp | 0–2      | Hà Lan         |
| ------ | -------- | -------------- |
|        | Chi tiết | Smits 61', 73' |

#### Bảng 5
| VT | Đội       | ST | T | H | B | BT | BB | HS  | Đ | Giành quyền tham dự |
| -- | --------- | -- | - | - | - | -- | -- | --- | - | ------------------- |
| 1  | Na Uy (H) | 3  | 3 | 0 | 0 | 16 | 0  | +16 | 9 | Vòng chung kết      |
| 2  | Ba Lan    | 3  | 1 | 1 | 1 | 5  | 6  | −1  | 4 |                     |
| 3  | Thụy Điển | 3  | 1 | 1 | 1 | 3  | 8  | −5  | 4 |                     |
| 4  | Scotland  | 3  | 0 | 0 | 3 | 0  | 10 | −10 | 0 |                     |

| Thụy Điển        | 2–2      | Ba Lan                      |
| ---------------- | -------- | --------------------------- |
| Engström 5', 32' | Chi tiết | Eckerle 33' · Ratajczyk 38' |

| Na Uy                                                                          | 6–0      | Scotland |
| ------------------------------------------------------------------------------ | -------- | -------- |
| Nautnes 26' · Huseby 40' · Birkeli 42' · Haug 58' · Olsen 66' · Stenevik 80+3' | Chi tiết |          |

| Thụy Điển      | 1–0      | Scotland |
| -------------- | -------- | -------- |
| Ovenberger 35' | Chi tiết |          |

| Ba Lan | 0–4      | Na Uy                                              |
| ------ | -------- | -------------------------------------------------- |
|        | Chi tiết | Olsen 5' · Stenevik 53' · Norheim 60' · Maanum 70' |

| Na Uy                                                        | 6–0      | Thụy Điển |
| ------------------------------------------------------------ | -------- | --------- |
| Haug 23', 42', 58' · Maanum 55' · Stenevik 57' · Linberg 60' | Chi tiết |           |

| Scotland | 0–3      | Ba Lan                           |
| -------- | -------- | -------------------------------- |
|          | Chi tiết | Eckerle 25', 39' · Jedlińska 35' |

#### Bảng 6
| VT | Đội        | ST | T | H | B | BT | BB | HS | Đ | Giành quyền tham dự |
| -- | ---------- | -- | - | - | - | -- | -- | -- | - | ------------------- |
| 1  | Anh        | 3  | 3 | 0 | 0 | 10 | 1  | +9 | 9 | Vòng chung kết      |
| 2  | Serbia (H) | 3  | 2 | 0 | 1 | 8  | 4  | +4 | 6 | Vòng chung kết      |
| 3  | Iceland    | 3  | 1 | 0 | 2 | 3  | 11 | −8 | 3 |                     |
| 4  | Bỉ         | 3  | 0 | 0 | 3 | 1  | 6  | −5 | 0 |                     |

Hai lượt trận đầu tiên dự kiến diễn ra ngày 24 và 26 tháng 3, nhưng bị hoãn sang ngày 25 và 27 tháng 3 do vụ tấn công khủng bố tại Bỉ.
| Bỉ              | 1–2      | Iceland                      |
| --------------- | -------- | ---------------------------- |
| Vanmechelen 58' | Chi tiết | Eiríksdóttir 2' · Haralz 72' |

| Anh                                  | 3–1      | Serbia        |
| ------------------------------------ | -------- | ------------- |
| Patten 40' · Brazil 59' · Filbey 73' | Chi tiết | Filipović 38' |

| Bỉ | 0–2      | Serbia                    |
| -- | -------- | ------------------------- |
|    | Chi tiết | Poljak 4' · Filipović 40' |

| Iceland | 0–5      | Anh                                                   |
| ------- | -------- | ----------------------------------------------------- |
|         | Chi tiết | Charles 13', 53' · Stanway 28' · Cain 31' · Russo 39' |

| Anh                        | 2–0      | Bỉ |
| -------------------------- | -------- | -- |
| Brazil 40+1' · Charles 46' | Chi tiết |    |

| Serbia                                           | 5–1      | Iceland           |
| ------------------------------------------------ | -------- | ----------------- |
| Poljak 3', 39', 53' · Kardović 31' · Burkert 62' | Chi tiết | Albertsdottir 65' |

### Xếp hạng đội nhì bảng
Chỉ các trận đấu với đội nhất bảng và thứ ba mới được sử dụng để xác định thứ hạng.
| VT | Bg | Đội              | ST | T | H | B | BT | BB | HS | Đ | Giành quyền tham dự |
| -- | -- | ---------------- | -- | - | - | - | -- | -- | -- | - | ------------------- |
| 1  | 6  | Serbia           | 2  | 1 | 0 | 1 | 6  | 4  | +2 | 3 | Vòng chung kết      |
| 2  | 2  | Đan Mạch         | 2  | 1 | 0 | 1 | 4  | 2  | +2 | 3 |                     |
| 3  | 4  | Hà Lan           | 2  | 1 | 0 | 1 | 2  | 2  | 0  | 3 |                     |
| 4  | 3  | Cộng hòa Ireland | 2  | 1 | 0 | 1 | 1  | 1  | 0  | 3 |                     |
| 5  | 1  | Áo               | 2  | 0 | 1 | 1 | 4  | 7  | −3 | 1 |                     |
| 6  | 5  | Ba Lan           | 2  | 0 | 1 | 1 | 2  | 6  | −4 | 1 |                     |

## Cầu thủ ghi bàn hàng đầu
Dưới đây là các cầu thủ ghi trên bốn bàn thắng:
9 bàn
- Alessia Russo
- Georgia Stanway
- Lorena Navarro

8 bàn
- Nicole Eckerle
- Andrea Norheim
- Jutta Rantala
- Allegra Poljak

7 bàn
- Davinia Vanmechelen

6 bàn
- Niamh Charles
- Guðrún Gyða Haralz
- Sophie Haug
- Camilla Linberg
- Loreta Kullashi
- Sofia Cantore
- Benedetta Glionna

5 bàn
- Weronika Zawistowska
- Marie Minnaert
- Despoina Chatzinikolaou
- Wilma Sjöholm
- Emmaliina Tulkki
- Arianna Caruso

4 bàn
- Merve Ozdemir
- Lauren Kelly
- Maud Asbroek
- Elise Isolde Stenevik
- Alena Guseva
- Matilda Ovenberger
- Géraldine Reuteler
- Leandra Schegg
- Nataliia Hryb